# Pagór mrozowy
Pagór mrozowy, pagórek z jądrem lodowym – forma utworzona na przemarzniętym podłożu dzięki uwarunkowaniom litologicznym pozwalającym na termiczną izolację różnych postaci lodu wewnątrz pagórka. Należą do nich dużego rozmiaru pingo oraz mniejsze formy określane jako bugry albo hydrolokality, a także palsa, których jądro składa się z lodu i torfu.